# أتريمة دالية
أتريمة دالية (الاسم العلمي: Eutrema deltoideum) هي نوع من النباتات يتبع جنس الأتريمة من الفصيلة الكرنبية.